# Pępowo (stacja kolejowa)
Pępowo – stacja kolejowa położona w pobliżu wsi Pępowo w woj. wielkopolskim, w powiecie gostyńskim, w gminie Pępowo. Według klasyfikacji PKP ma kategorię dworca lokalnego.

## Ruch pasażerski[2]
| Rok  | Wymiana pasażerska na dobę |
| ---- | -------------------------- |
| 2017 | 20-49                      |
| 2018 | 20-49                      |
| 2019 | 10-19                      |
| 2020 | 0-9                        |
| 2021 | 10-19                      |
| 2022 | 20-49                      |
| 2023 | 20-49                      |

## Krótki opis
Budynek używany zgodnie z przeznaczeniem. Przejazd kolejowo-drogowy kategorii „A”. Z racji obejmujących linię węzłów kolejowych przez Pępowo kursują zarówno pociągi osobowe, jak i towarowe. Budynek jest w dostatecznym stanie, wybudowany z cegły. Na stacji czynna jest poczekalnia, kasa biletowa jest nieczynna. Część budynku jest zamieszkana.